# Ranchos de Taos
Ranchos de Taos ist ein Ort mit rund 2700 Einwohnern im Taos County im US-Bundesstaat New Mexico.

## Lage
Ranchos de Taos liegt rund sechs Kilometer südwestlich der Stadt Taos in einer Höhe von circa 2105 m. Regen (ca. 315 mm/Jahr) fällt hauptsächlich im Sommerhalbjahr; im Winter kann es schneien.

## Bevölkerung und Wirtschaft
Nur gut die Hälfte der Einwohner hat weiße Vorfahren; die andere Hälfte hat lateinamerikanische, indianische und afro-amerikanische Wurzeln. Viele sind Rentner oder Bezieher öffentlicher Zuwendungen; einige wenige leben von Dienstleistungen aller Art und vom Tourismus.

## Geschichte
Eine spanische Siedlung mit dem Namen Las Trampas de Taos existierte bereits im Jahr 1725. Bei einem Überfall der Komantschen im Jahr 1760 wurden angeblich 50 Frauen entführt und die Männer getötet. Im Jahr 1772 entstand eine Kirche; der Bau der heutigen Kirche wurde im Jahr 1815 abgeschlossen.

## Sehenswürdigkeiten
- Der Ort ist mit seinem indianisch-mexikanisch geprägten Stadtbild ein touristischer Anziehungspunkt; er verfügt über eine Künstlerkolonie.
- Die im spanisch-indianischen Kolonialstil im 18. Jahrhundert errichtete Adobe-Kirche San Francisco de Asis befindet sich auf dem Hauptplatz des Ortes.

## Sonstiges
Das Grab des im Jahr 2010 in Los Angeles verstorbenen US-amerikanischen Schauspielers Dennis Hopper befindet sich auf dem Jesus Nazareno Cemetery.
2021 starb der Schauspieler Dean Stockwell im Ort.